# Hannelore Marschall-Oehmichen
Hannelore Marschall-Oehmichen, geborene Hannelore Oehmichen, auch Hannelore Marschall (* 3. März 1931 in Osnabrück; † 16. Mai 2003 in Augsburg), war eine deutsche Puppenschnitzerin, Synchronsprecherin und Theaterleiterin. 1948 war sie Mitgründerin der Augsburger Puppenkiste.

## Leben
Hannelore Oehmichen war die jüngere Schwester von Ulla Oehmichen, beide waren die Töchter von Walter und Rose Oehmichen. 1943 gründeten die Oehmichens den Puppenschrein, der 1948 zur Augsburger Puppenkiste wurde. Oehmichen lernte als Kind von ihrem Vater das Marionettenmachen, die Kostüme nähte ihre Mutter. Fast das ganze Puppenpersonal der Puppenkiste ist Oehmichen zu verdanken, in ihrer Laufbahn hat sie um die 6000 Puppen geschnitzt.
1957 heiratete sie den Schauspieler und späteren Theaterleiter Hanns-Joachim Marschall, der seit 1951 zum festen Ensemble der Puppenkiste gehörte. Nach dem Tod ihrer Mutter 1985 übernahmen Marschall-Oehmichen und ihr Mann die Leitung der Puppenkiste. 1992 übergaben sie die Leitung an ihren Sohn Klaus Marschall (* 1961). Der erstgeborene Sohn Jürgen Marschall (1958–2020) lernte das Marionettenmachen von seiner Mutter.
In dem Roman Herzfaden – Roman der Augsburger Puppenkiste von Thomas Hettche, der in den Jahren 1939 bis 1961 spielt und hinter die Kulissen der Entstehung der Augsburger Puppenkiste schaut, ist Hannelore Oehmichen-Marschall, hier genannt Hatü, die Protagonistin.
Hannelore Marschall-Oehmichen verstarb am 16. Mai 2003 im Alter von 72 Jahren in Augsburg.

## Ehrungen
- 1997 Bundesverdienstkreuz am Bande anlässlich des 50-jährigen Bestehens der Puppenkiste
- 2000 Bayerischer Verdienstorden für ihr Lebenswerk[5]

## Filmografie (Auswahl)
- 1959: Die Muminfamilie
- 1967: Wie das Eselchen das Christkind suchte
- 1968: Bill Bo und seine Kumpane
- 1969: Urmel aus dem Eis
- 1971: 3:0 für die Bärte
- 1973: Don Blech und der goldene Junker
- 1974: Urmel spielt im Schloß
- 1976: Drachen hat nicht jeder
- 1977: Eine Woche voller Samstage
- 1977: Jim Knopf und Lukas der Lokomotivführer
- 1978: Jim Knopf und die wilde 13
- 1979: Lord Schmetterhemd
- 1979: Malte Maltzahn machts möglich
- 1980: Am Samstag kam das Sams zurück
- 1980: Die Opodeldoks
- 1981: Fünf auf dem Apfelstern
- 1982: Katze mit Hut
- 1982: Wolkenreiter & Sohn
- 1984: Das Tanzbärenmärchen
- 1984: Wie der Maulwurf beinahe in der Lotterie gewann
- 1985: Kater Mikesch
- 1985: Abdallah und sein Esel
- 1986: Schlupp vom grünen Stern
- 1987: Schlechte Zeiten für Gespenster
- 1988: Miriams Reise auf dem Mondstrahl
- 1989: Die Wetterorgel
- 1990: Der Prinz von Pumpelonien
- 1990: Was kommt vor im Ofenrohr?
- 1992: Das Burggespenst Lülü
- 1997: Die Story von Monty Spinnerratz

## Dokumentation
- Die Letzte ihres Standes? Die Marionettenmacherin aus Augsburg. SR Fernsehen, 2002.[6]